# 翅茎风毛菊
翅茎风毛菊（学名：Saussurea cauloptera）是菊科风毛菊属的植物，是中国的特有植物。分布于中国大陆的陕西、四川等地，生长于海拔1,700米至2,950米的地区，见于山坡疏林下，目前尚未由人工引种栽培。